# Copa TV Sergipe de Futsal
A Copa TV Sergipe de Futsal, chamado também simplesmente de Copa TV Sergipe, é a competição profissional desse esporte no estado de Sergipe que tem como patrocinador  a TV Sergipe.
Seu maior campeão é o Moita Bonita com cinco títulos conquistados em 2006, 2009, 2010, 2011 e 2015 considerado o maior clube de futsal do estado de Sergipe.

## Formato
A Copa TV Sergipe é disputada  em duas fases separadas. Na primeira fase, as equipes são divididas em  grupos e cada equipe joga entre si dentro de seu grupo num sistema de turno.A segunda fase consiste das duas classificadas na fase anterior jogam  as semifinais.

## Cronologia dos organizadores
A Copa TV Sergipe teve no período de 2003 á 2012 a FSFS entidade responsável por sua organização e uma nova entidade responsável a partir de 2014. A lista da entidade juntamente com a TV Sergipe que organiza em ordem cronológica segue abaixo:
- Federação Sergipana de Futsal, acrônimo FSFS (2003-2012)
- Agitação[ligação inativa] (2014- Atual)

## Edições
- 1Em 2003, o Itabaiana foi declarado campeão por feito melhor campanha ao longo do campeonato.
- 2Em 2008, o Itabaiana foi declarado campeão por feito melhor campanha ao longo do campeonato.

## Estatísticas

### Público

#### Médias de público por edição
| - 2015: 1 067 |

#### Maiores públicos por edição
| Ano  | Público[PP] | Mandante | Placar | Visitante         | Ginásio          | Data         | Etapa   | Rodada    | Ref.  |
| ---- | ----------- | -------- | ------ | ----------------- | ---------------- | ------------ | ------- | --------- | ----- |
| 2015 | 2 233       | Canindé  | 1 – 1  | N. Sraª da Glória | Carlos Magalhães | 15 de agosto | 1ª Fase | 4ª Rodada | [ 1 ] |

- PP. ^ Considera-se apenas o público pagante

### Artilharia
| Ano  | Artilheiro | Time         | Gols | Ref.  |
| ---- | ---------- | ------------ | ---- | ----- |
| 2015 | Ureia      | Moita Bonita | 10   | [ 2 ] |

### Desempenho por seleção
| Equipe              | 2015 | Participações |
| ------------------- | ---- | ------------- |
| Barra dos Coqueiros | 7º   | 1             |
| Boquim              | 9º   | 1             |
| Canindé de SF       | 2º   | 1             |
| Capela              | 5º   | 1             |
| Carira              | 11º  | 1             |
| N. Sra das Dores    | 12º  | 1             |
| N. Sra da Glória    | 6º   | 1             |
| Itaporanga d'Ajuda  | 3º   | 1             |
| Lagarto             | 8º   | 1             |
| Macambira           | 10º  | 1             |
| Moita Bonita        | 1º   | 1             |
| Ribeirópolis        | 4º   | 1             |